# ستراي
ستراي (بالإنجليزية: Stray)‏؛ تعني بالعربية: ضال هي لعبة مغامرات تم تطويرها بواسطة استديو بلو-تويلف (BlueTwelve Studio) ونشرها من قبل أنابورنا إنتراكتيف. كانت اللعبة تُعرف سابقًا باسم مشروع إتش-كَي (HK_Project). تم إطلاق اللعبة في 19 يوليو 2022 لأنظمة مايكروسوفت ويندوز، بلاي ستيشن 4 وبلاي ستيشن 5. تدور الأحداث حول قصة قط تائه يقع في عالم يسكنه الروبوتات ويغامر بالعودة إلى عائلته.

## طريقة اللعب

في ستراي، يتحكم اللاعب بقطٍ ضال في عالم يسكنه الروبوتات.

اللعبة عبارة عن لعبة مغامرة من منظور شخص ثالث. تحتوي على عناصر العالم المفتوح، مع التركيز على العالم المحيط، الاستكشاف، والفن. يتحكم اللاعب في قط ضال يقع في عالم يسكنه الروبوتات ويغامر بالعودة إلى عائلته. يجب عليهم حل الألغاز للتقدم في السرد، بما في ذلك العقبات المتحركة وعبور المنصات. يرافق اللاعب رفيق طائرة بدون طيار يُدعى بي12 (B12)، يمكنه المساعدة من خلال ترجمة لغة الروبوتات وتخزين العناصر الموجودة في جميع أنحاء العالم. أحد أعداء اللعبة هو زُركس (Zurks)، الذي سيهاجم اللاعب في أسراب شريرة.

## تطوير
بدأ مؤسسا بلو-تويلف كُوُلا (Koola) وفيف (Viv) العمل على ستراي، المعروفة أصلاً باسم مشروع إتش-كَي (HK_Project)، حيث أرادوا متابعة مشروع مستقل بعد العمل في يوبي سوفت. بعد أن شاركوا بعض اللقطات من اللعبة على تويتر، تواصلت أنابورنا إنتراكتيف في أبريل 2016 لنشر المشروع. تأسس استديو بلو-تويلف (BlueTwelve Studio) في عام 2016 لتطوير اللعبة. تم التطوير في مونبلييه في جنوب فرنسا. تأثرت ستراي بشكل كبير من الناحية الجمالية بمدينة كولون المسورة، بينما كانت تجربة اللعب مستوحاة بشكل خاص من قطط المؤسسين، مورتاه (Murtaugh) وريغز (Riggs). وجد فريق التطوير أن طريقة اللعب كقط أدت إلى فرص تصميم مستوى مثيرة للاهتمام، لا سيما فيما يتعلق بعناصر المنصات والألغاز. تستخدم اللعبة أنريل إنجن 4.
تم الإعلان عن اللعبة في 11 يونيو 2020، في حدث بلاي ستيشن فيوتشر أوف جيمنج (Future of Gaming)؛ سيتم إصدارها لمايكروسوفت ويندوز، بلاي ستيشن 4، بلاي ستيشن 5. في مقطع دعائي لسوني في معرض الإلكترونيات الاستهلاكية في يناير 2021، تمت الإشارة إلى نافذة إصدار اللعبة بخط رفيع في أكتوبر 2021؛ قامت سوني في وقت لاحق بإزالة التفاصيل الدقيقة من المقطورة. في يوليو 2021، أصدرت أنابورنا إنتراكتيف مقطعًا دعائيًا للعبة يكشف عن نافذة الإصدار في أوائل عام 2022.

## استقبال
| استقبال |                           |
| --- | ------------------------- |
| مجموع النقاط المجموع نقاط ميتاكريتيك (PS5) 84/100 (Win) 83/100 نتائج المراجعة نشرة نقاط إلكترونك غيمينغ مونثلي غيم إنفورمر 8/10 غيم سبوت 9/10 غيمز رادار آي جي إن 8/10 جو فيديو 15/20 بي سي غيمر (الولايات المتحدة) 82/100 بي سي غيمز إن 9/10 |                           |
| مجموع النقاط |                           |
| المجموع | نقاط                      |
| ميتاكريتيك | (PS5) 84/100 (Win) 83/100 |
| نتائج المراجعة |                           |
| نشرة | نقاط                      |
| إلكترونك غيمينغ مونثلي | 4/5 stars                 |
| غيم إنفورمر | 8/10                      |
| غيم سبوت | 9/10                      |
| غيمز رادار | 4.5/5 stars               |
| آي جي إن | 8/10                      |
| جو فيديو | 15/20                     |
| بي سي غيمر (الولايات المتحدة) | 82/100                    |
| بي سي غيمز إن | 9/10                      |

تلقت ستراي «تقييمات مواتية بشكل عام» وفقًا لمجمع المراجعة ميتاكريتيك، استنادًا إلى 82 مراجعة لبلاي ستيشن 5 و 36 مراجعة لويندوز.

## روابط خارجية
- الموقع الرسمي